# Empire galactique (jeu de rôle)
Pour les articles homonymes, voir Empire galactique.
Empire Galactique est un jeu de rôle français se déroulant dans un univers de space opera. Il fut créé par François Nedelec et édité par Robert Laffont en novembre 1984 dans la collection Simulations dirigée par Gérard Klein (seconde édition en trois tomes au Livre de poche en 1987). C'est un des tout premiers jeux de rôle français, avec L'Ultime Epreuve, Mega et Légendes tous parus en 1983 et 1984. C'est aussi un des très rares jeux de rôle publié par un éditeur généraliste, avec, bien entendu, son successeur du même auteur, dans la même collection et chez le même éditeur Avant Charlemagne.
Le matériel de jeu consiste en un seul livre de 246 pages plus un fascicule d'aides de jeu, en format roman broché. Cette présentation était très inhabituelle dans le monde du jeu de rôle à l'époque, plutôt habitué à des livrets de format albums de bandes dessinées, distinguant les informations destinées aux joueurs, au meneur de jeu, sur le système, sur l'univers, etc. et parfois regroupés en coffret ou en boîte. Elle offrait cependant un considérable avantage économique : le jeu complet (le livre donc) fut mis en vente fin 1984 pour 85 francs !  
Il est presque entièrement illustré par Manchu, en particulier pour les couvertures.

## Univers proposé
L'univers proposé par ce jeu s'inspire des grands noms de la littérature SF, notamment du Cycle de Trantor et du Cycle de Fondation d'Isaac Asimov, de L'Anneau-Monde de Larry Niven, du cycle de Dune de Frank Herbert, de Les Xipéhuz de J.-H. Rosny aîné ou encore des univers space opera de Jack Vance. François Nedelec a clairement voulu brosser une trame très souple, permettant d'intégrer des éléments issus de l'ensemble de ces sources d'inspiration sans privilégier un univers spécifique. À noter que les grands cycles de l'âge d'or de la science-fiction (les années 50-80) ne sont pas les seuls présents. On trouve aussi des éléments issus d’œuvres antérieures comme celles d'Edgar Rice Burroughs (Le  Cycle de Mars) voire d’œuvres considérées mineures comme celles de la collection Anticipation chez Fleuve noir.
D'ailleurs, en règle générale, la description de l'univers dans le jeu est souvent limitée à des aspects techniques, laissant au meneur de jeu une totale liberté, ce qui permet de faire coexister humains, robots, extra-terrestres, etc.

### Les mondes
Le jeu propose un système de genèse aléatoire de mondes, avec les créatures et animaux afférents. Un élément essentiel de ce système est la classification en six catégories (symbolique hexadécimale oblige) du niveau de développement de chaque civilisation, planète, système solaire. Cette classification s'étend même à l'équipement, à l'armement et au matériel en général. Le Niveau Technologique (NT) est repéré par un chiffre de 1 à 6, correspondant approximativement aux âges suivants :
- NT 1 : âge préhistorique
- NT 2 : âge antique et médiéval, pré-industriel
- NT 3 : âge industriel, de la Renaissance au milieu du XXe siècle
- NT 4 : âge interplanétaire, du milieu du XXe siècle jusqu'à l'intégration dans l'Empire Galactique
- NT 5 : âge interstellaire
- NT 6 : âge intergalactique

Si tous ces âges (ou niveaux de développement) co-existent dans l'Empire galactique selon les systèmes stellaires et les planètes, ce sont les NT 5 et 6 qui sont le quotidien des joueurs, du moins en dehors des périodes d'aventure. Le NT 5 indique juste un niveau de développement un peu moins en pointe et/ou un peu à l'écart des grandes routes galactiques.

### Les personnages
Les personnages des joueurs et les Personnages Non Joueurs (P.N.J.) sont regroupés en six catégories mais contrairement aux jeux utilisant des classes de personnages, cela n'a pas d'influence sur les talents (compétences) qu'ils peuvent choisir. Il est juste nécessaire qu'ils disposent d'un certain niveau dans la qualité (caractéristique) dominante de la catégorie qu'ils choisissent. On peut ainsi trouver des :
- Prêtres
- Soldats
- Marchands
- Navyborgs (contraction de navigateur-cyborg, les pilotes spatiaux)
- Teknos (scientifiques)

Ainsi que des Aventuriers qui ont pour spécialité... de ne pas en avoir. Ce sont des touche-à-tout variés.
Chaque catégorie (sauf celle des Aventuriers) est divisée en six niveaux dotés chacun d'un titre, et, dans la première édition, il n'est pas possible, pour les personnages des joueurs, de dépasser le troisième niveau. À noter, pour l'anecdote, que si les titres des Prêtres, Soldats et Navyborgs présentent une certaine logique et cohérence hiérarchique (le soldat niveau 2 est un sergent quand le soldat niveau 6 est un colonel par exemple), c'est beaucoup plus surprenant chez les Marchands (ou l'acheteur est supérieur au vendeur par exemple) et chez les Teknos (ou l'architecte domine l'ingénieur, ainsi qu'un mystérieux "concepteur"). En outre, ces dénominations soulignent une limite certaine de la symbolique du 6 car il est évident que les carrières peuvent couvrir beaucoup plus de "niveaux". A s'en tenir simplement à l'armée, quid des grades supérieurs à "colonel", c'est-à-dire à tous les officiers généraux par exemple ? Sont-ils de facto réservés aux PNJ (Personnages Non Joueurs) ? Cela fit débat à l'époque.
Le passage d'un grade à l'autre se fait par l'acquisition de talents (3 pour le grade 1, 6 pour le grade 2, 9 pour le grade 3).

## Système de jeu
Si l'univers ne change pas d'une édition à l'autre, pour le système de jeu, il importe de distinguer la première édition de la seconde. En effet, entre les deux éditions, en 1986, François Nedelec et Didier Guiserix ont publié le système de jeu R.O.L.E., lequel est présenté comme issu de la Charte angoumoise et qui deviendra la base du système de jeu pour Empire galactique, seconde édition.
Le système de jeu de la première édition, plutôt issu du système utilisé par le jeu de rôle de space opera américain Traveller, est assez différent de celui de la seconde édition, quoique fondé également sur le jet de dés à six faces (d6).
Notons, presque pour l'anecdote, que pour la caractérisation des personnages dans la première édition, l'auteur délaisse les dénominations classiques de "caractéristiques" et de "compétences" au profit des termes "qualités" et "talents". Il reviendra à ces termes "consacrés" dans la seconde édition.

### Première édition
Considéré comme l'un des ancêtres du jeu de rôle français, Empire Galactique utilise tout d'abord un système entièrement régi par des jets de  deux dés à six faces (2d6). Le principe est le suivant : chaque situation ou chaque action souhaitée peut être rapportée à une qualité (caractéristique) du personnage. Un des talents (compétences) du personnage peut fournir un MOD (Modificateur Optionnel de Dé) lequel s'ajoute au nombre donné par la qualité concernée. La somme de ces deux termes est alors multipliée par le résultat d'un jet de 2d6. En règle générale, un résultat inférieur à 50 indique un échec quand un résultat supérieur conduit à un succès. Cette barre de 50 peut être relevée ou abaissée, à la discrétion du meneur de jeu, si les circonstances le justifient.
Ce système de règles novateur, du moins en France, fut parfois controversé et quelque peu chahuté par le milieu du jeu de rôle : en effet, à l'époque, on tendait vers le simulationnisme, et il pouvait sembler que l'utilisation de deux dés à six faces et de talents (compétences) réduits à de simples modificateurs était trop limitative.

### Seconde édition
En 1987, lors du passage au Livre de poche, le système change : il devient un système à deux niveaux, destiné à permettre aux débutants de jouer rapidement une première partie mais aussi de pouvoir affiner les procédures de résolution d'actions et les effets produits quand ces mêmes joueurs auront acquis un peu plus de pratique.
Ce système est identique à celui de la seconde édition d'Avant Charlemagne. Il se joue avec des dés à six faces (d6).

#### Premier niveau:R.O.L.E.(Règle Optionnelle Limitée à l'Essentiel)
Ce système de jeu de rôle générique a été présenté dans le magazine Casus Belli par François Nedelec et Didier Guiserix. Facétieusement sous-titré "Le plus petit jeu de rôle du monde", il présente en deux pages un système de jeu, une feuille de personnage, un scénario d'initiation (avec un plan) et des conseils pour débuter.
La création du personnage est réduite au minimum avec deux caractéristiques : "Mental" et "Physique". Une moyenne est prévue pour les situations sollicitant les deux.
Le système de jeu propose une règle unique de résolution d'action ou de situation : le jet de dés sous caractéristique. Un résultat inférieur est un succès, un résultat supérieur est un échec.
Une table unique de difficulté/résultat permet d'une part d'attribuer un bonus/malus au jet sous caractéristique et d'autre part d'interpréter la marge de succès ou d'échec du résultat.
Ce système peut exister par lui-même, dans n'importe quel univers, et il a servi de base au système adopté par les jeux Avant Charlemagne, Mega II et, bien sûr, Empire galactique.
Il est considéré comme un développement de la Charte angoumoise (présentée dans le magazine Runes) laquelle est également à la base du système de jeu du jeu de rôle Légendes mais avec un jet de d20 alors que R.O.L.E. utilise deux d6.

#### Second niveau: Jets sous caractéristique, tests de compétence et jets d'évasion
Le second niveau du système de jeu affine les mécanismes de simulation. Il distingue :
- Les actions automatiques (celles qui ne posent aucun problème sauf circonstances exceptionnelles), telles que manger, dormir, marcher, etc. Aucun mécanisme de simulation n'est sollicité.
- Les actions non-automatiques (ou incertaines quant à leur issue et leurs conséquences). Elles peuvent être résolues par :

1. Les jets sous caractéristique : Lorsqu'il tente un jet sous caractéristique, le joueur indique l'action qu'il souhaite réaliser et le maître de jeu décide de la caractéristique sollicitée. Il peut aussi attribuer un bonus/malus à l'action représentant la difficulté estimée de l'action dans les circonstances où elle est engagée. Le joueur jette deux d6 et le total des dés doit être inférieur à la caractéristique du personnage, éventuellement modifiée du bonus/malus.
2. Les tests de compétences : Lorsqu'il tente un test de compétence, le joueur choisit une précision et le Maître de jeu décide d'une difficulté. Il existe trois niveaux de précision et trois niveaux de difficulté. Une table 3×3 indique le nombre de dés à jeter et le total des dés doit être inférieur à la compétence du personnage. Le bonus/malus de difficulté peut être également utilisé. Originalité du système, la symbolique des caractéristiques permet au meneur de jeu de choisir entre six caractéristiques parmi la Force, l'Endurance, l'Habileté, la Volonté, le Charme et l'Intelligence pour effectuer les tests de compétence. Tout dépend alors de la symbolique dynamique du type d'action envisagé : Pousser, Tenir, Tirer. Ainsi et par exemple, pour une panne de moteur, la compétence utilisée pour résoudre le problème sera Mécanique. Mais la caractéristique utilisée sera différente selon que le personnage-joueur souhaite une réparation de fortune, rapide, mais qui risque de lâcher (ce sera "Pousser" donc la caractéristique Force) ou bien une réparation fiable et ciblée pour éliminer le problème avec précision (ce sera "Tirer" donc la caractéristique Habileté) ou encore une réparation solide qui durera un bon moment mais qui restera à fignoler (ce sera « Tenir » donc la caractéristique Volonté).
3. Les jets d'évasion : cette dernière procédure est sollicitée quand le Maître de jeu ne parvient pas à faire "rentrer" l'action souhaitée par le joueur dans l'une des deux catégories précédentes ou bien quand le joueur souhaite échapper à une action tentée contre lui. Le résultat d'un jet de trois d6 est alors confronté au niveau d'évasion du personnage. Si le résultat est inférieur, l'action réussie ou le personnage évite les conséquences, s'il est supérieur, l'action échoue ou le personnage subit les conséquences. Selon les cas, le niveau d'évasion "physique" (moyenne des trois caractéristiques physiques) ou d'évasion "mentale" (moyenne des trois caractéristiques mentales) du personnage est sollicité. Le bonus/malus de difficulté peut toujours être utilisé.

L'écart entre le résultat du jet de dé et le niveau sollicité de la caractéristique, de la compétence ou de l'évasion permet au Maître de jeu d'interpréter le résultat. Le principe est le suivant : plus l'écart est grand, plus les effets (positifs ou négatifs) du résultat de l'action sont importants.
Par ailleurs, il est possible d'utiliser le pierre-feuille-ciseaux pour résoudre les affrontements.

## Symbolique
Dans le magazine Casus Belli n°44 (janvier 1988), page 41, François Nédélec consacre un bref article à la symbolique des figures qu'il a associées aux caractéristiques. L'auteur d'Empire Galactique dit les avoir tirées, entre autres, de Carl Jung et du Yi King (!). Tout en reconnaissant que cela n'est pas utile au jeu, il fait appel à des notions de numérologie et de symbolique des quatre éléments.

## Éditeurs
- Robert Laffont
- Le Livre de poche (2e Édition)

## Parutions

### Règles
- Empire galactique (1984)
- Empire galactique 2e éd.(1987) livre du maître, le livre du joueur, écran du maître, livret de scénario "L'astéroïde" (édition Livre de Poche)

### Suppléments
- Encyclopédie galactique 1 (1985)
- Encyclopédie galactique 2 (1985)

### Aventures
- Aux Frontières de l'Empire (recueil de scénarios) (1985)
- Aux Frontières de l'Empire 2e éd. (1987)
- L'Astéroïde 2e éd. (1987), Le Livre de Poche
- Le Cas de l'ambassadeur trop bien protégé 2e éd. (1987), Le Livre de Poche